# Seven Sisters Road

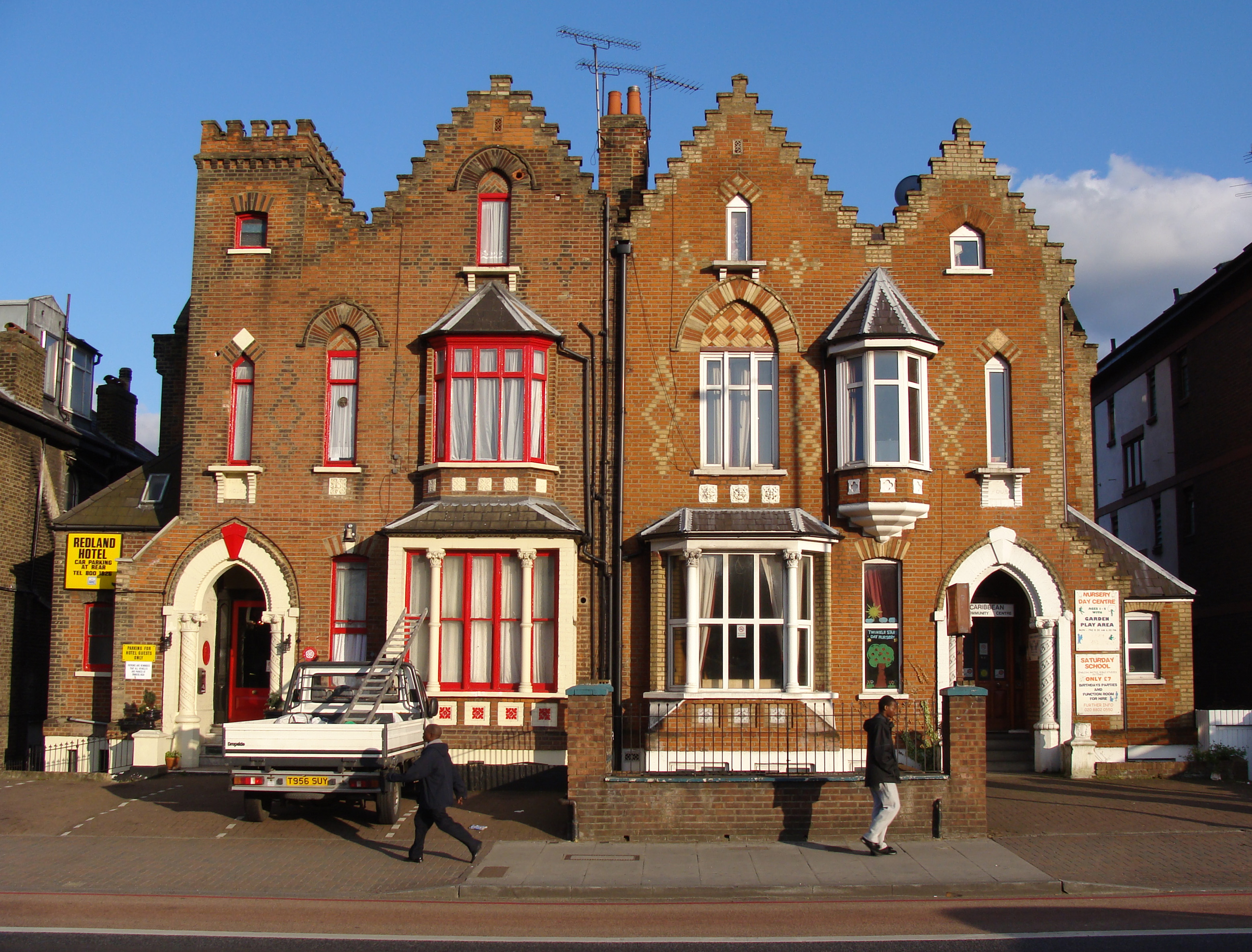
Två nygotiska hus vid Finsbury Park.

Seven Sisters Road är en gata från Islington till Hackney och Haringey i norra London. 
Gatan har nämnts flera gånger i populärkultur. Meja gav ut musikalbumet "Seven Sisters" med en låt om vägen. Rob Fleming, huvudkaraktär i Nick Hornbys bok High Fidelity, bor på Seven Sisters Road. Dan Reed Network  gjorde låten Seven Sisters Road (albumet Slam, 1989).
Här ligger Seven Sisters tunnelbane- och järnvägsstation.

## Terrordåd
I de tidiga morgontimmarna 19 juni 2017 körde en 47-årig man i en hyrd skåpbil avsiktligt på ett antal fotgängare i närheten av Finsbury Park. Många av dem skadades.